# 한동훈
한동훈(韓東勳, 1973년 4월 9일~)은 대한민국의 검사 출신 정치인이다. 제69대 법무부 장관, 제3대 국민의힘 당대표를 역임했다.

## 생애
1973년 한명수 AMK 회장과 허수옥 사이의 1남 1녀 중 장남으로 태어났다. 신동국민학교, 경원중학교, 현대고등학교, 서울대학교 법과대학을 졸업하였다. 
1995년 제37회 사법시험에 합격했다. 사법연수원 27기를 수료하고, 1998년 5월 공군 법무관으로 입대해 2001년 4월 대위로 전역했다.
2002년 현대고·서울대 법대 1년 후배인 진은정과 결혼했다. 진은정은 김앤장 법률사무소 변호사이며, 장인 진형구도 제17대 대검찰청 공안부장을 역임한 법조인이다.
2001년 서울지방검찰청에 초임 발령을 받아 검사 생활을 시작했다.
2003년 대검찰청 중앙수사부로 발령났을 때 최태원 SK 회장이 주식 부당거래로 800억 원대의 부당이득을 챙기고 이면거래를 지시한 혐의를 밝혀내 최태원을 구속시켰고, 대선자금 제공 사건을 수사해 서청원 한나라당 대표를 구속했다.
2004년부터 2006년까지 미국 컬럼비아 대학교 로스쿨 법학 LL.M. 과정을 이수한 뒤 뉴욕주 변호사 자격을 취득했다.
2006년 대검찰청 중앙수사부 검찰연구원으로 돌아온 뒤 현대차 비자금 사건 수사를 맡아 1380억 원대 비자금을 조성하고 회사에 3천억 원대 손해를 끼친 혐의로 정몽구 현대차 회장을 구속했고, 외환은행 론스타 매각 사건 등을 수사했다. 
2007년 뇌물수수 혐의를 받은 전군표 국세청장을 구속하는 데 큰 역할을 했다. 당시 검찰총장과 직접 만난 자리에서 직을 걸고 세정 최고 책임자인 전군표 국세청장에 대한 구속영장 청구를 요구했다고 한다. 7천만 원과 미화 1만 달러 등 뇌물 상납 혐의로 현직 국세청장에 대한 구속영장을 청구한 것은 초유의 일이었다.
2009년부터 2011년까지 이명박 정부 청와대 대통령실 민정수석실 선임행정관으로 재직했다. 
2011년 법무부 검찰국 검찰과 검사로 옮기고, 2013년 대검찰청 정책기획과장으로 임명됐다.
2015년 2월 신설된 공정거래조세조사부 부장을 맡아 기업인 관련 수사를 지휘했다. 공정거래조세조사부는 2015년 5월 100억 원대 회사돈을 빼돌려 해외 도박을 한 혐의로 장세주 동국제강 회장을 구속했고, 7월 경영권을 되찾는 과정에서 증여세 등을 탈루한 혐의로 박성철 신원그룹 회장을 구속했다. 9월에는 국내에서 가격을 담합한 혐의로 일본 업체를 기소했는데, 한국 검찰이 국제 카르텔 사건을 기소한 것은 처음이었다.
2016년 박영수 특별검사팀에서 윤석열 수사팀장과 함께 박근혜 정부의 국정농단 사건을 수사했고, 이재용 삼성전자 부회장을 구속기소했다.
2017년 문재인 정부에서 반부패·특수수사를 총괄하는 서울중앙지방검찰청 3차장검사로 발령돼 윤석열 지검장을 보좌했다. 3차장검사 시절 이명박 전 대통령이 자동차 부품업체 '다스'의 실소유주라는 걸 밝혀내며 이명박 전 대통령을 구속시켰고, 양승태 전 대법원장 시절의 사법 행정권 남용 의혹도 수사해 전·현직 고위 법관들을 대거 재판에 넘겼다.
2019년 검사장으로 승진해 대검찰청 반부패·강력부장으로서 조국 법무부 장관 일가 수사를 지휘하였다. 2020년 추미애 법무부 장관이 취임 후 처음 단행한 검찰 인사에서 부산고등검찰청 차장검사로 좌천되었다. 2020년 6월에 '채널A 검언유착 의혹 사건'으로 인하여 법무연수원 연구위원으로 좌천되었다. 2021년 6월 법무부의 검찰 인사 단행으로 인하여 사법연수원 부원장으로 다시 좌천되었다.
2022년 5월 17일 윤석열 정부의 법무부 장관으로 임명되었다. 법무부 장관으로서 인혁당 고문 사건 해결, 4·3 사건 직권 재심, 스토킹 반의사불벌죄 폐지, 촉법소년 연령 하향 등을 추진했다.
2023년 12월 21일 국민의힘 윤재옥 대표 권한대행 겸 원내대표를 만나 당 비상대책위원장직을 수락하고 법무부장관직을 사퇴하였다. 12월 26일 열린 국민의힘 온라인 전국위원회에서 한동훈 비대위원장 임명 안건이 찬성률 96.46%로 의결되었다. 당대표격인 비상대책위원장이므로 여의도연구원 이사장도 당연직으로 겸직하고, 국민의힘 인재영입위원장도 맡는다. 메가서울 등을 공약했으나 4·10 총선 참패에 따른 책임을 지고 비대위원장직에서 사퇴하겠다고 밝혔다.
2024년 7월 23일 국민의힘 제4차 전당대회에서 국민의힘 당대표로 선출되었다. 2024년 12월 14일 윤석열 대통령 탄핵소추안이 국회에서 가결되자 16일 국민의힘 당대표에서 사퇴하였다.

### 21대 대선
2025년 4월 10일 국회에서 대한민국 제21대 대통령 선거 출마를 선언했다.
2025년 4월 26일 공개된 SNL 코리아 리부트 시즌7 4화에서 '지점장이 간다' 코너에 출연한 것이 화제가 되었다.
2025년 4월 22일 오후 6시 45분 경 발표된 1차 컷오프에서 국민의힘 2차 경선에 김문수, 홍준표, 안철수 후보와 함께 2차 경선에 진출했다. 2025년 4월 29일 발표된 2차 컷오프에서 김문수 후보와 함께 3차 경선에 진출했다. 국민의힘은 5월 3일 경기도 고양시 킨텍스에서 열릴 전당대회에서 최종 후보를 선출할 예정이다.

## 정책
| 국가배상소송 상소 포기 |                                           |
| 날짜                   | 내용                                      |
| 2022년                 |                                           |
| 10월                   | 부산 엄궁동 2인조 살인사건 관련 항소 포기 |
| 11월                   | 장준하 유족 관련 상고 포기                |
| 12월                   | 이춘재 연쇄 살인 사건 관련 항소 포기      |
| 2023년                 |                                           |
| 1월                    | 세월호 유족 관련 상고 포기                |
| 2월                    | 중곡동 살인 사건 관련 재상고 포기         |
| 11월                   | 안인득 방화살인사건 관련 항소 포기        |
| 12월                   | 프락치 강요사건 관련 항소 포기            |

| 검찰 관련 정책 |                                          |
| 날짜           | 내용                                     |
| 2022년         |                                          |
| 5월            | 금융·증권범죄 합동수사단 부활 및 상설화  |
| 6월            | 법무부 및 검찰 조직 개편                 |
| 7월            | 보이스피싱 합동수사단 신설               |
| 9월            | 국가재정 합동수사단 신설                 |
| 12월           | 검사 정원 증원 위한 검사정원법 개정 추진 |
| 2023년         |                                          |
| 4월            | 대검찰청 마약·조직범죄부 복원            |
| 7월            | 2023년 법무부 수사준칙 개정              |

## 비판 및 논란

### 유세 현장 욕설
2024년 3월 28일 22대 총선 공식 선거운동 첫날, 비상대책위원장이었던 그가 신촌 유세 중 “정치를 개같이 하는 사람이 문제”라고 발언하였다. 그는 그 전날 인천에서 '(총선이) 15일밖에 안 남은 상황에서 우리가 몸이 뜨거워지고 가슴이 뜨거워지면 말실수하기 쉽다. 더 절제하고 국민의 눈높이에 맞는 언행을 해야 한다'라고 말한바 있다.

### '쓰레기 같은 말들' 발언
2024년 3월 30일 그는 경기도 부천시 지원유세에서 더불어민주당의 김준혁, 이재명의 과거 발언을 가리켜 “쓰레기 같은 말들”이라고 비판했다.

## 학력
- 1986년: 서울신동국민학교 졸업
- 1989년: 경원중학교 졸업
- 1992년: 현대고등학교 졸업
- 1996년: 서울대학교 법과대학 법학 학사
- 2005년: 컬럼비아 대학교 로스쿨 법학 LL.M.

## 경력
- 1995년: 제37회 사법시험 합격
- 1998년: 사법연수원 27기 수료
- 1998년 5월~2001년 4월: 공군 제18전투비행단 법무관
- 2001년 4월~2003년 2월: 서울지방검찰청 형사9부 검사
- 2003년 2월~2003년 11월: 대전지방검찰청 천안지청 검사
- 2003년 11월~2004년 8월: 대검찰청 중앙수사부  검사
- 2004년 8월~2006년 2월: 미국 연수(컬럼비아 로스쿨), 뉴욕 브루클린 법원
- 2006년 2월~2007년 2월: 대전지방검찰청 천안지청 검사
- 2007년 2월~2009년 1월: 부산지방검찰청 검사
- 2009년 1월~2009년 8월: 법무부 상사법무과 검사
- 2009년 8월~2011년 9월: 이명박 정부 대통령실 민정수석실 민정2비서관실 선임행정관
- 2011년 9월~2013년 4월: 법무부 검찰과 검사
- 2013년 4월~2015년 2월: 대검찰청 정책기획과장
- 2015년 2월~2016년 1월: 서울중앙지방검찰청 공정거래조사부 부장검사
- 2016년 1월~2017년 8월: 대검찰청 부패범죄특별수사단 2팀장
- 2017년 8월~2019년 7월: 서울중앙지방검찰청 제3차장검사
- 2019년 7월 1일~2020년 1월 1일: 대검찰청 반부패강력부장
- 2020년 1월 1일~2020년 6월 1일: 부산고등검찰청 차장검사
- 2020년 6월 1일~2021년 6월 1일: 법무연수원 연구위원
- 2021년 6월 1일~2022년 5월 16일: 사법연수원 부원장
- 2022년 5월 17일~2023년 12월 21일: 제69대 법무부 장관
- 2022년 5월~2023년 12월: 대통령직속 국가생명윤리심의위원회 정부위원
- 2022년 7월~2023년 12월: 대통령직속 국민통합위원회 당연직 위원
- 2023년 12월 29일~2024년 4월 11일: 국민의힘 비상대책위원장
- 2023년 12월 29일~2024년 4월 11일: 여의도연구원 이사장
- 2024년 1월~2024년 4월: 국민의힘 인재영입위원장
- 2024년 3월~2024년 4월: 국민의힘 제22대 국회의원 선거 중앙선거대책위원회 총괄선거대책위원장
- 2024년 7월 23일~2024년 12월 16일: 제3대 국민의힘 당대표
- 2024년 7월 23일~2024년 12월 16일: 여의도연구원 이사장
- 2024년 11월~2024년 12월: 국민의힘 민생경제특별위원회 위원장
- 2025년 4월~2025년 5월: 제21대 대통령 선거 국민의힘 경선 후보(최종 2위)

## 저서
- 《국민이 먼저입니다》, 메디치미디어(2025) ISBN 9791157064151

## 소속 정당
| 소속 정당 | 소속 정당 | 소속 기간 | 비고      |
| --------- | --------- | --------- | --------- |
|           | 국민의힘  | 2023~현재 | 정계 입문 |

## 상훈
- 2002년 12월: 경제부총리 겸 재정경제부 장관 표창
- 2007년 12월: 검찰총장 표창
- 2011년 5월: 대통령실장 표창

## 가족 관계
| 관계   | 이름   | 학력                                 | 출생                | 사망   | 직업   | 직위                     |
| ------ | ------ | ------------------------------------ | ------------------- | ------ | ------ | ------------------------ |
| 조부   | 한부   |                                      | 1902년              | 1961년 |        |                          |
| 조모   | 최서분 |                                      | 1911년              | 1998년 |        |                          |
| 부     | 한명수 | 일제 춘천고등학교 졸업               | 1940년(또는 1942년) | 2004년 | 기업인 | AMK 대표이사 회장        |
| 숙부   | 한이남 |                                      | 1942년              |        |        |                          |
| 모     | 허수옥 | 일제 춘천여자고등학교 졸업           | 1946년              |        |        |                          |
| 누나   | 한수정 |                                      | 1969년?             |        |        |                          |
| 매형   | 박형상 |                                      | 1969년              |        |        |                          |
| 장인   | 진형구 | 서던 메소디스트 대학교 비교법학 석사 | 1945년              |        | 법조인 | 제17대 대검찰청 공안부장 |
| 배우자 | 진은정 | 컬럼비아 대학교 로스쿨 법학 LL.M.    | 1975년              |        | 법조인 | 김앤장 변호사            |
| 딸     | 한지윤 |                                      | 2005년              |        |        |                          |
| 아들   | 한지호 |                                      | 2009년              |        |        |                          |